# Porropis
Porropis es un género de arañas cangrejo de la familia Thomisidae. Fue descrito por el entomólogo alemán Ludwig Carl Christian Koch.

## Especies
- Porropis callipoda Thorell, 1881
- Porropis flavifrons L. Koch, 1876
- Porropis homeyeri (Karsch, 1880)
- Porropis nitidula Thorell, 1881
- Porropis poecila Kulczyński, 1911
- Porropis tristicula Thorell, 1881